# Duvalius beroni
Duvalius beroni is een keversoort uit de familie van de loopkevers (Carabidae). De wetenschappelijke naam van de soort is voor het eerst geldig gepubliceerd in 1971 door V.B. Gueorguiev.